# Distretto di Malistan
Il distretto di Malistan è un distretto dell'Afghanistan appartenente alla provincia di Ghazni. Viene stimata una popolazione di 42 324 abitanti (stima 2016-17).